# Sarmatisme

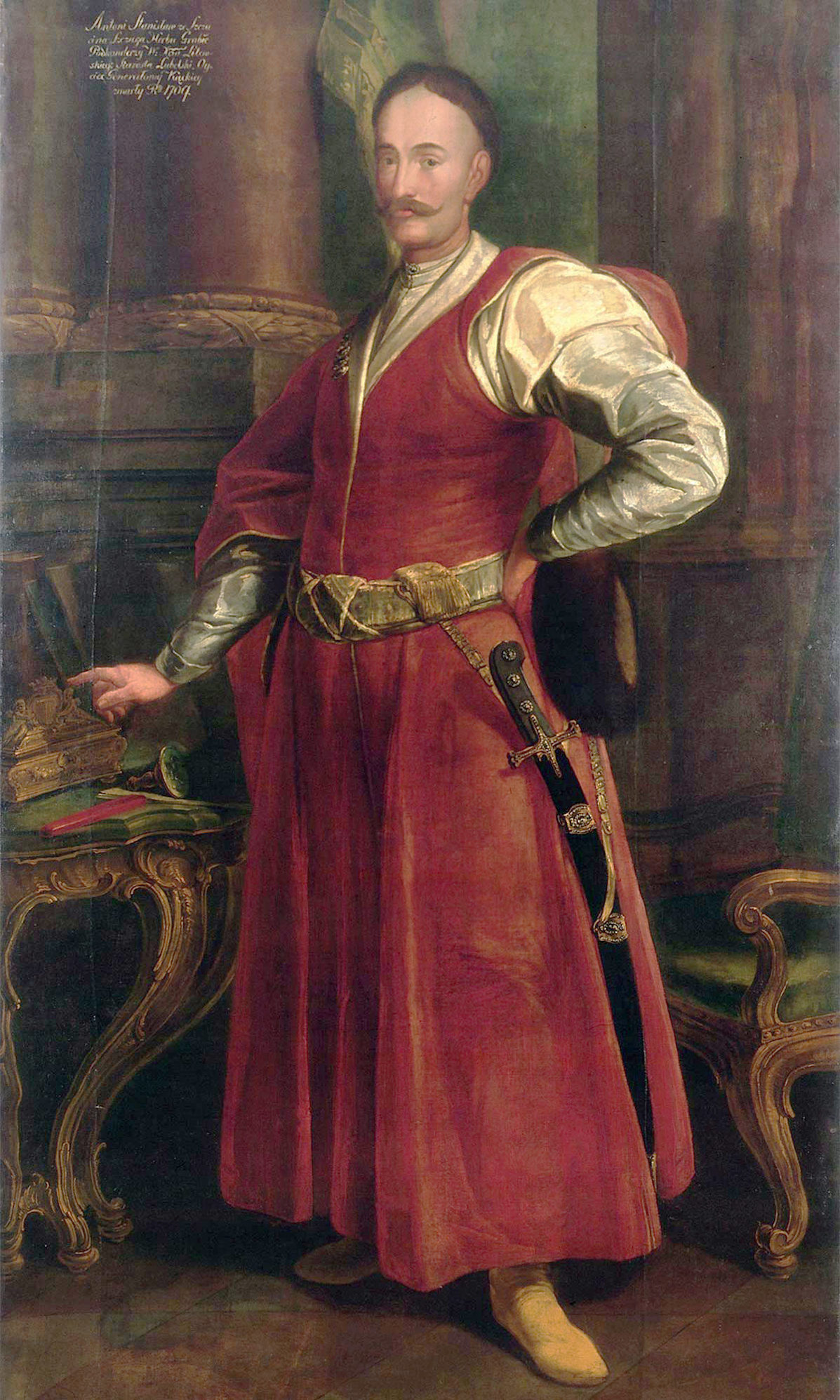
Stanisław Antoni Szczuka in een Kontusz, De traditionele mannenkleding van de Poolse landadel

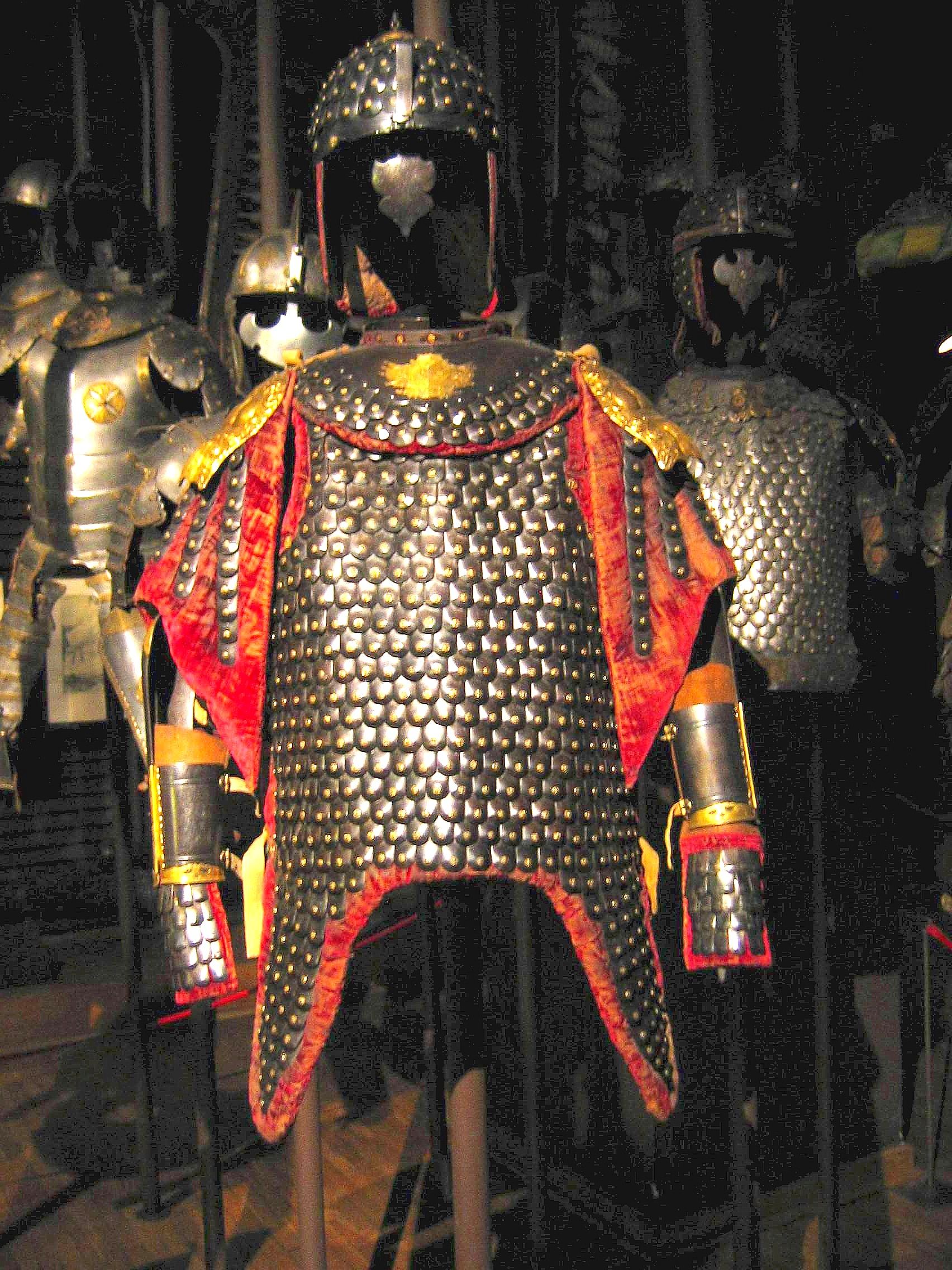
Sarmatiaanse uitrusting:Karacena harnas

Sarmatisme is het idee dat de Polen de opvolgers en afstammelingen zijn van de Sarmaten. Dit kwam mede doordat het historische grondgebied in het zuidoosten van het Pools-Litouwse Gemenebest overeenkwam met dat van deze historische stam. Het was vanaf de Renaissance onderdeel van de cultuur van de Poolse landadel, maar werd pas echt mode in de 17e en 18e eeuw. Het idee komt enigszins overeen met de Nederlanders die zich tijdens de Nederlandse opstand zagen als Bataven. De toenmalige klederdracht van de Poolse landadel en de Magnaten was op de Sarmaten gebaseerd. Beide groepen maakten deel uit van de szlachta.
Met het sarmatisme was de strijd om speciale statusprivileges verbonden, met een duidelijke afbakening van de naburige volken. Met dit geconstrueerde verleden wilden de leidende aristocraten hun exclusieve recht van overheersing in de aristocratische republiek veiligstellen. Daarmee hing de onbeperkte persoonlijke vrijheid, die wettelijk was vastgelegd in het liberale veto, ook en vooral met betrekking tot hun gekozen koning. Hier komt ook het spreekwoord een Poolse Landdag vandaan.
Het sarmatisme was een geïdealiseerd waardemodel dat terugkwam in het dagelijks leven, maar ook in de beeldende kunst, architectuur en literatuur. Critici van dit concept zijn op z'n minst gedeeltelijk verantwoordelijk voor de achteruitgang van het Pools-Litouwse gemenebest. De adel had grootheidswaanzin en voelde zich te verheven boven het volk en andersdenkenden. Daarnaast werd het liberale veto misbruikt en werd het grotere plaatje uit het oog verloren. Verder kregen door de kiesmonarchie, het te laat anticiperen van de adel en het te veel aan het verleden vasthouden de machtige buurlanden invloed op het beleid van Polen-Litouwen. Dit leidde tot de Poolse delingen en het uiteindelijk verdwijnen van deze landen van de landkaart in 1795. De adel van Polen-Litouwen begon pas echt te anticiperen tussen 1788 en 1794. Dit was te laat om het politieke en culturele tij te keren.

## Cultuur en Mode
Het sarmatisme werd een belangrijk onderdeel van de Poolse adels- of szlachta cultuur en speelde in alle aspecten van het leven. Zij geloofden in gelijkheid van de adel. Men genoot van de levensstijl en tradities die deze cultuur voorschreef. Dit waren onder andere Paardrijden, het buitenleven in de provincie, vreedzaamheid en enigszins gepacifiseerd zijn. Samatisme maakte oosterse kleding en uitdossing populair. Voorbeelden hiervan zijn: żupan, kontusz, sukmana, pas kontuszowy, delia en Szabla. Mannen droegen als hoofddeksel een Kolpak, vrouwen een Turban. Als overkleed droegen vrouwen een Kontusz met wyloty (ingeknipte mouwen). Het dragen van een mallot onderscheidde de Poolse szlachta van de westerse adel. De szlachta noemde westerse adel als spotnaam pludracy Dit kledingstuk werd namelijk niet door de szlachta gedragen.